# Stenolophus musculis
Stenolophus musculis är en skalbaggsart som beskrevs av Thomas Say 1823. Stenolophus musculis ingår i släktet Stenolophus och familjen jordlöpare. Inga underarter finns listade i Catalogue of Life.